# Zlatý archiv
Zlatý archiv (srbsky Златни архив, nebo také srbsky Златна архива) je ocenění, které je v Srbsku udělováno jednotlivým archivům  a jednotlivcům každý rok. 
Udělováno je za mimořádný význam práce v oblasti archivnictví. Jedná se o iniciativu nadace Aleksandra Arnautoviće, která působí při archivu Srbska. Získávají jej instituce většinou nižší úrovně; městské nebo meziobecní (meziopštinské) archivy. Udělováno je pravidelně od roku 1998,rovněž se uděluje ocenění nejen v kategorii instituce, ale i jednotlivcům, např. za publikační činnost.
Ocenění je vždy udělováno na slavnostní akci, která se pořádá během dne archivů tj. 21. prosince. Ocenění získají plaketu a finanční sumu.